# 619
619 (DCXIX) var ett normalår som började en måndag i den julianska kalendern.

## Händelser

### December
- 23 december – Efter att påvestolen har stått tom i över ett år väljs Bonifatius V till påve.[1]

## Födda
- Disibod, irländsk munk.
- Li Chengqian, kinesisk kronprins.

## Avlidna
- 14 september – Gong av Sui, kinesisk kejsare.
- Khadijah bint Khuwaylid, Muhammeds första hustru.
- Laurence av Canterbury, den andre ärkebiskopen av Canterbury.
- Li Gui av Liang, kinesisk kejsare.
- Yang Tong av Sui, kinesisk kejsare.